# ۱۷۶۷ (میلادی)
۱۷۶۷ (میلادی) هزار و هفتصد و شصت و هفتمین سال تقویم میلادی است.

## زادگان
- ۵ ژانویه – ژان-باتیست سه، اقتصاددان و سیاست‌مدار فرانسوی (د. ۱۸۳۲)
- ۱۱ ژوئیه – جان کوئینسی آدامز، سیاست‌مدار، وکیل، و دیپلمات آمریکایی (د. ۱۸۴۸)
- ۲۸ ژوئیه – جیمز ای. بیرد پدر، سیاست‌مدار و وکیل آمریکایی (د. ۱۸۱۵)
- ۲۵ مارس – ژواکیم مورات، سرباز و سیاست‌مدار فرانسوی (د. ۱۸۱۵)
- ۲۵ اوت – لوئی آنتوان دو سن-ژوست، نویسنده و سیاست‌مدار فرانسوی

## درگذشتگان
- ۲۵ ژوئن – گیورگ فیلیپ تیلمان، آهنگساز آلمانی (ز. ۱۶۸۱)